# 55 Cancri f
55 Cancri f (skraćeno 55 Cnc f; poznat i kao Rho1 Cancri f), egzoplanet, od Zemlje udaljen oko 41 svjetlosnu godinu u zviježđu Rak. Četvrti je planet (prema udaljenosti) od zvijezde 55 Cancri te prvi planet koji nosi oznaku "f".

## Otkriće
Iako je prva prezentacija ovoga planeta održana na sastanku Američkog astronomskog društva u travnju 2005., tek je nakon dvije i pol godine objavljen u akademskim časopisima. Prvi je planet izvan Sunčevog sustava koji duž cijele svoje orbite nalazi u nastanjivoj zoni. Nadalje, njegovo otkriće učinilo je sustav 55 Cancri prvim sustavom u kojem se nalazi najmanje pet planeta.